# Bolinhos de Bacalhau

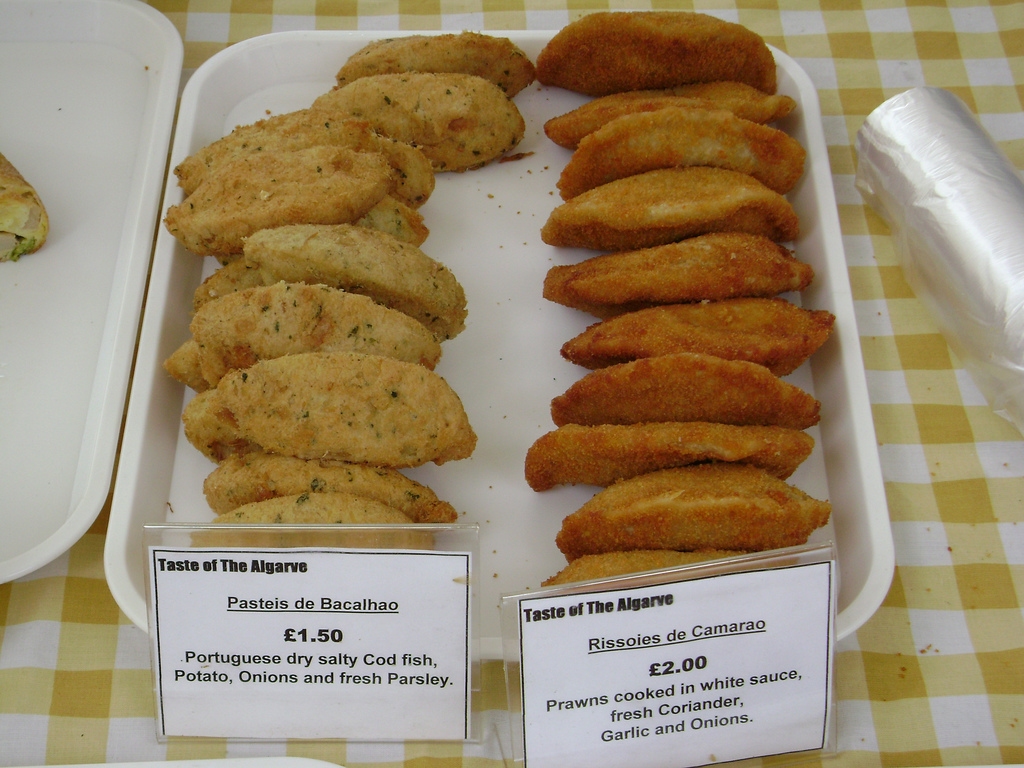
Bolinhos de Bacalhau (links)

Bolinhos de Bacalhau oder Pastéis de Bacalhau („Kabeljau-Küchlein“) sind typisch portugiesische Appetithäppchen (Petiscos), frittierte kleine Bällchen aus Kartoffeln und Bacalhau (Klippfisch).
Zur Zubereitung wird zunächst Bacalhau gewässert, gekocht, von Haut und Gräten befreit und zerrieben. Eine etwa gleich große Menge von Pellkartoffeln wird geschält und gestampft. Beides wird unter Zugabe von Eiern vermengt und mit Salz, Pfeffer, Muskatnuss, Zwiebeln und glatter Petersilie gewürzt. Aus dieser Farce werden mit zwei Esslöffeln kleine Bällchen geformt und in Olivenöl frittiert. Bolinhos de Bacalhau werden warm oder kalt zum Aperitif gereicht.